# Francisco Campos (ciclista)
Francisco Joaquim Brito Campos (Penafiel, 10 de Outubro de 1997) é um ciclista português que participa em competições de estrada. 

## Palmarés em estrada

### Por ano
2023
- 1º e 2x 3º etapas Grande Prémio O Jogo
- 3º Clássica da Arrábida (1.2)
- 2º Troféu Ribeiro da Silva
- 5º GP Internacional Torres Vedras - Trofeu Joaquim Agostinho (2.2)
- 2x 5º etapa Volta a Portugal em Bicicleta (2.1)

2021
- 1º no Grande Prémio Anicolor

2020
- 3º no Campeonato Nacional de Estrada de Elite

2019
- 2.º etapa da Tour de l'Espoir
- 1º Grande Prémio Anicolor
- 1º Rota da Filigrana

2018
- 3.º e 4.º da Volta a Portugal do Futuro
- 2.º da Copa de Portugal

2017
- Campeão de Portugal em estrada esperanças
- 1º Prova de Abertura
- 1.º e 2.º etapas da Volta das Terras de Santa Maria da Feira

2016
- 5.º etapa da Volta a Galiza

2013
- 2.º do Campeonato de Portugal da contrarrelógio cadetes

### Palmarés em pista Campeonatos nacionais
- 2012
  -  Campeão de Portugal de velocidade cadetes
- 2013
  -  Campeão de Portugal de velocidade cadetes